# Кутб ад Дін аш-Ширазі
Кутб ад Дін Махмуд ібн Масуд аш-Ширазі (перс. قطب‌الدین شیرازی; 1236, Казерун — 1311, Тебриз) — видатний перський астроном, математик, філософ, лікар.
Співробітник Марагинської обсерваторії, учень Насір ад Діна ат-Тусі. Як найсильніший з учнів ат-Тусі, аш-Ширазі набув авторитету, порівнянного з авторитетом учителя, що призвело до сварки між ними та до від'їзду ат-Тусі з Мараги. Аш-Ширазі був суддею в різних містах північно-західного Ірану. Після вдалого виконання в Єгипті дипломатичного доручення монгольського ільхана Ахмеда Текудера аш-Ширазі повернувся до Тебриза. Тут очолив обсерваторію, яка стала наступницею Марагинської обсерваторії ат-Тусі. У Тебризькій обсерваторії працювали великий математик і астроном ан-Найсабурі та оптик ал-Фарісі.
Аш-Ширазі належить енциклопедична праця «Перлина корони для прикраси Дібаджа», коментар до «Арифметики» Нікомаха Гераського, коментар до трактату «Про рух кочення та про відношення між плоским і кривим» (вважають, що сам цей трактат належить ат-Тусі), трактат «Межа розуміння в пізнанні небесних сфер», коментар до «Канону лікарської науки» Ібн Сіни та низка інших творів.
Кутб ад Дін аш-Ширазі був також відомим суфієм. Йому належить коментар до трактату Шахаб ад Діна Ях'я Сухраварді «Мудрість осяяння».

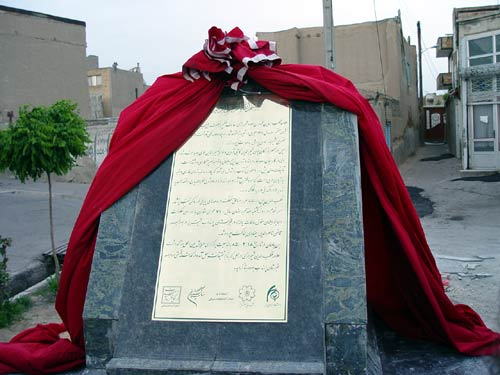
Могила Кутб ад Діна аш-Шиазі